# Baile an Mhuilinn (Kerry)
Milltown (anglès) o Baile an Mhuilinn (gaèlic irlandès) - significant "ciutat del molí" - és una petita ciutat al peu de la carretera nacional secundària N70 entre les ciutats de Tralee i Killarney al Comtat de Kerry, d'Irlanda. És a unes quatre milles de Killorglin.
El juliol 2015 s'excavà una tomba neolítica a Killaclohane, prop de Milltown, descobrint-s'hi restes humanes que podria tenir fins a 6.000 anys. Es creu que podrien pertànyer als primers pobladors al sud-oest del país.
Entre els segles xiii i XVI, moltes de la terres al voltant de Milltown eren posseïda per la proper abadia de Killagha, les ruïnes de la qual ara són a poc més d'una milla als afores de la ciutat. Seguint la Dissolució dels Monestirs, les propietats van ser concedides a la família Spring i llavors, seguint les Guerres Confederades d'Irlanda, a la família Godfrey família. El poblament a Milltown va ser desenvolupat pel Capità John Godfrey a la dècada de 1750 com la ciutat central de la seva propietat. El desenvolupament de Milltown fou un intent deliberat a planificació urbana pels Godfrey que aspiraven a que aital desenvolupament augmentaria els ingressos i la prosperitat de la seva propietat per mitjà dels lloguers, peatges del mercat i la promoció d'indústries.
L'estació de ferrocarril Milltown Halt fou inaugurada l'1 de novembre de 1886 i clausurada l'1 de febrer de 1960.